# У тумані (фільм)
У тумані (англ. Fog Bound) — американський німий драматичний фільм 1923 року режисера Ірвіна Віллата за сценарієми Джека Бехдольта і Пола Дікі. У фільмі знімаються Дороті Далтон, Девід Пауелл, Марта Менсфілд, Моріс Костелло, Джек Річардсон, Елла Міллер та Віллард Кулі.
Фільм вийшов у прокат 27 травня 1923 року, дистриб'ютор — компанія Paramount Pictures.

## У ролях
- Дороті Далтон — Гейл Бренон
- Девід Пауелл — Роджера Уейнрайта
- Марта Менсфілд — Мілдред Ван Бурен
- Моріс Костелло — заступник Брауна
- Джек Річардсон — шериф Холмс
- Елла Міллер — мати
- Віллард Кулі — заступник Кейна
- Вільям Девід — Гордон Філіпс